# Camponotus integellus
Camponotus integellus är en myrart som beskrevs av Auguste-Henri Forel 1899. Camponotus integellus ingår i släktet hästmyror, och familjen myror. Inga underarter finns listade.